# Alf Rendéus
Karl Arne Alf Rendéus tidigare Nilsson, född 10 december 1922 i Trollhättan, död 14 november 2004 i Hjorted, var en svensk tekniker och tecknare.
Han var son till metallarbetaren Carl Alfred Nilsson och Sigrid Viola Carlstedt och gift med Inga-Lisa Larsson. Rendéus var som konstnär autodidakt. Han medverkade i Nationalmuseums utställning Unga tecknare och i Decemberutställningarna på Göteborgs konsthall. Hans konst består huvudsakligen av landskapsbilder utförda i form av teckningar i blyerts.  